# 桑伯湖
桑伯湖（英語：Sombre Lake），是南極洲的湖泊，位於南奧克尼群島的西格尼島北部，由英國南極名稱諮詢委員命名，該湖泊現時由南極條約體系管理。